# Huojian (sockenhuvudort i Kina, Heilongjiang Sheng, lat 46,75, long 126,50)
Huojian (kinesiska: 火箭, 火箭乡) är en sockenhuvudort i Kina. Den ligger i provinsen Heilongjiang, i den nordöstra delen av landet, omkring 110 kilometer norr om provinshuvudstaden Harbin. Antalet invånare är 43 863. Befolkningen består av 21 987 kvinnor och 21 876 män. Barn under 15 år utgör 13,0 %, vuxna 15-64 år 78 %, och äldre över 65 år 8,0 %.
Runt Huojian är det tätbefolkat, med 297 invånare per kvadratkilometer. Närmaste större samhälle är Wangkui, 9,0 km norr om Huojian. Trakten runt Huojian består till största delen av jordbruksmark.
Genomsnittlig årsnederbörd är 833 millimeter. Den regnigaste månaden är juli, med i genomsnitt 217 mm nederbörd, och den torraste är januari, med 8 mm nederbörd.